# Ухтинсько-Печорський ВТТ
Ухтинсько-Печорський ВТТ (рос. Ухтпечлаг) — підрозділ, що діяв в структурі Головного управління виправно-трудових таборів Народного комісаріату внутрішніх справ СРСР (ГУЛАГ НКВД).

## Історія
Створений 6 червня 1931 на базі Ухтинської експедиції ОГПУ в результаті реорганізації Управління північних таборів ОГПУ особливого призначення в 1931 році згідно з наказом ГУЛАГу ОГПУ № 25 від 28 травня 1931 року. Начальник — старший майор держбезпеки Яків Мойсейович Мороз-Йосема (Мороз). Основний напрямок робіт — розвідка і видобуток нафти, вугілля, асфальтита, радію в Ухтинсько-Печорському басейні.
Закритий 10 травня 1938 р. і на його базі створено:
- Воркутинський ВТТ (Воркутлаг);
- Ухто-Іжемський ВТТ (Ухтижемлаг, Ухтоижемлаг);
- Північний залізничний ВТТ (Севжелдорлаг, Севжелдорстрой);
- Усть-Вимський ВТТ ОГПУ (УСТЬ-ВЫМСКИЙ ИТЛ ОГПУ)

## Відомі ув'язнені
- Остап Вишня
- Гірняк Йосип Йосипович
- Бобинський Василь Петрович
- Ґжицький Володимир Зенонович
- Баглюк, Григорій Микитович — український та російський письменник, журналіст та редактор.
- Батієв Дмитро Олександрович — ініціатор створення автономії Комі.
- Бонч-Осмоловський, Гліб Анатолійович — антрополог та археолог.
- Лебідь Максим Максимович - український письменник.
- Грааль-Арельський — поет-егофутурист
- Любарський Микола Маркович — посол РРФСР в Монголії.
- Кулерво Маннер — фінський політик та журналіст.
- Названов, Михайло Михайлович — артист.
- Разуваєв Григорій Олексійович — вчений-хімік.
- Фредерікс Георгій Миколайович — геолог та палеонтолог.
- Смирнов, Костянтин Олександрович — архієпископ.
- Шукалов Сергій Петрович — конструктор танків.